# 道路占用許可
道路占用許可（どうろせんようきょか）は道路法にもとづき道路管理者（一般国道のうち指定区間内であれば国土交通大臣、指定区間外であれば都道府県知事ないし政令指定都市の市長、都道府県道であれば都道府県知事ないし政令指定都市の市長、市町村道であれば市町村長）が道路上などに継続して施設を設置することを許可すること。講学上は、「特許」に分類される。

## 道路の占用の許可
道路に次の各号のいずれかに掲げる工作物、物件又は施設を設け、継続して道路を使用しようとする場合においては、道路管理者の許可を受けなければならない。（道路法第32条）
- 電柱、電線、変圧塔、郵便差出箱（郵便ポスト）、公衆電話所、広告塔その他これらに類する工作物
- 水管（水道管）、下水道管、ガス管その他これらに類する物件
- 鉄道、軌道その他これらに類する施設
- 歩廊、雪よけその他これらに類する施設
- 地下街、地下室、通路、浄化槽その他これらに類する施設
- 露店、商品置場その他これらに類する施設
- これらの外、道路の構造又は交通に支障を及ぼす虞のある工作物、物件又は施設で政令で定めるもの

道路管理者は、当該道路の占用が道路法第32条第1項各号に該当するものであり、かつ道路法第32条第2項第2号から第7号までに掲げる事項について政令で定める基準に適合する場合に限り、道路の占用の許可を与えることができる。（道路法第33条第1項）

### 企業占用（義務占用）と一般占用
上下水道（水道法、工業用水道事業法、下水道法）、鉄道（鉄道事業法、全国新幹線鉄道整備法）、電気（電気事業法）、電話（電気通信事業法）、ガス（ガス事業法）等の事業者がそれぞれの事業法に基づく施設を設置する目的で道路の占用を行う場合、道路法第36条にて特例措置が設定されている。道路管理者は、当該道路の占用が道路法第33条に定める許可基準に適合する場合、道路の占用の許可を与えなければならない。（道路法第36条第2項）
道路法第36条に基づく特例措置が適用される道路の占用は、一般に企業占用または義務占用と称され、それ以外の道路の占用は、一般に一般占用と称される。

## 占用料の徴収
道路管理者は、道路の占用につき占用料を徴収することができるとされている。（道路法第39条）

## その他
道路占用工事企業者連絡協議会（略称は「企連協」）。東京都23区内における国道・都道の占用工事に際し、占用を行う企業者間の調整を行う団体がある。